# Baka (con của Djedefre)
Bakare, hay Bicheris hoặc Bikheris, thường gọi là Baka, là một vị hoàng tử của Ai Cập cổ đại thuộc Vương triều thứ tư. Ông là con trai của Djedefre (cai trị:2566-2558 TCN) và là cháu của Khafre (cai trị:2558-2532 TCN), và là anh họ của Menkaure (con trai của Khafre). Bakare là một nhân vật vô danh, chỉ thấy trong danh sách của Manetho có một vua lên là Bicheris nhưng không rõ ông có phải là pharaon không. Nếu ông đã là pharaon, thời gian ông trị vì có thể từ năm 2492 đến 2490 TCN. Ở Saujet el-Arjan có một kim tự tháp có thể là của Bakare tuy điều đó cho đến hiện nay vẫn chưa được các nhà khoa học minh định.
Bakare là một nhân vật trong sự tranh cãi. Người ta còn bàn cãi nhiều về ông, có người nói Baka chỉ là hoàng tử chứ chưa là một pharaon, nhưng cũng có người nói Baka từng lên ngôi pharaon trong một thời gian ngắn. Nếu ông đã là một pharaon, thì ở Saujet el-Arjan chắc chắn sẽ có kim tự tháp của ông.